# Acronicta thoracica
Acronicta thoracica är en fjärilsart som beskrevs av Augustus Radcliffe Grote 1879. Acronicta thoracica ingår i släktet Acronicta och familjen nattflyn. Inga underarter finns listade i Catalogue of Life.